# 世代宇宙船
世代宇宙船（せだいうちゅうせん、Generation ship）は、恒星間航行の手段の1つとして考えられている恒星船である。
元々はサイエンス・フィクション (SF) によって提唱された概念である。

## 概要
相対性理論に従う限り宇宙船は光速を超えられず、他の恒星系へ行くには数十年ないし数百年以上もの莫大な時間を要する。そこで、都市あるいは国家に匹敵する人口を収容可能な、それ自体居住空間としての機能も備えた巨大な宇宙船に多数の男女が乗り込み、船内で子供を産み育て、初代の乗組員より何世代も後の子孫が目的地に到着するのである。
数世代～数十世代にわたる星間航行を実現させるため、世代宇宙船には考えうるあらゆる事態に対応できるよう、搭載可能な限りの知識や技術を持ち込む必要がある。これは、次世代へ母星の歴史と記憶を継承するためや、教育のためでもある。また、酸素や水資源、食料などのリサイクル環境も、十分に配慮されるべきである。あるいは、前世代人の肉体も循環可能な資源とみなされる場合もある。
世代宇宙船の問題点としては、地球から遠く離れて数世代を重ねながら航行する世代宇宙船の乗組員たちが、地球人としてのアイデンティティや、第1世代の持っていた目的意識と記憶を継承し続けるのが難しいなどが挙げられる。SF作品の中には、世代を重ねるうちに自分たちが宇宙船に乗っていることが忘れられてしまい、外の世界の存在を知らないまま飛び続ける話もある。
世代宇宙船は地球の文明の進歩から取り残されることになり、その出港後に画期的な超光速航法が開発され、後の宇宙船が追い越してしまうのではないか、という問題も持っている（ただし、超光速航法は2017年現在の物理学において理論上不可能とされているのに対し、世代宇宙船は開発コストや採算性、航行の所要時間等を度外視すれば理論上実現可能である）。

## プロジェクト・ハイペリオン (Project Hyperion)
プロジェクト・ハイペリオン は、アンドレアス・M・ハインによって2011年12月に開始された、有人恒星間世代宇宙船の統合コンセプトを定義するための予備研究である。この2年間の研究は、主にミュンヘン工科大学のWARR 学生グループを中心に行われた。本研究の目的は、現在および近未来の技術を用いた有人恒星間航行の実現可能性を評価することである。また、将来の研究および技術開発の指針を示し、有人恒星間旅行に関する一般の理解を促進することも目的とされた。
本プロジェクトの主な成果として、ワールドシップ（恒星間移民船）システムのアーキテクチャ評価や適切な人口規模の推定が含まれる。
プロジェクトの主要メンバーは、その後恒星間研究イニシアティブ (Initiative for Interstellar Studies) のワールドシップ・プロジェクトへ移行し、2019年の欧州宇宙機関 (ESA)の恒星間ワークショップおよびESAの学術誌『Acta Futura』において世代宇宙船に関する総説論文が発表された。

## 世代宇宙船が登場する作品
- 宇宙の孤児（英語版）（子供向け抄訳：のろわれた宇宙船、さまよう都市宇宙船）（ロバート・A・ハインライン）
- 第二の太陽へ（第二の地球へ）（ミルトン・レッサー）
- 目的地アルファ・ケンタウリ　（ヴァン・ヴォークト）
- 寄港地のない船（英語版）（ブライアン・オールディス）
- 遙かなる地球の歌（英語版）（アーサー・C・クラーク）
- 虚空のリング（ジーリー・シリーズ）（スティーヴン・バクスター）
- 宇宙大作戦（スタートレック）のエピソード「宇宙に漂う惑星型宇宙船」（アメリカのテレビドラマ）
- ウォーリー (映画)
- メガゾーン23 （OVA）
- 星をみるひと（ファミリーコンピュータゲーム）
- アルファ（スクウェア）（パソコンゲーム）
- スターロスト宇宙船アーク（英語版）（カナダのテレビドラマ）
- 宇宙戦争（横山信義）
- 2001夜物語（星野之宣）
- エデン2185（竹宮恵子）
- マクロスシリーズ
- 銀河英雄伝説（田中芳樹）(アーレ・ハイネセンらの長征1万光年（ロンゲスト・マーチ）にてアーレ・ハイネセンらアルタイル第7惑星に流刑にされた共和主義者たちが建造して使用した宇宙船が該当する)
- Marathon（Bungie）（パソコンゲーム）
- 無限航路（コンシューマーゲーム）
- ガデュリン（羅門祐人）
- シドニアの騎士（弐瓶勉）
- ヴァイスの空（あさりよしとお、カサハラテツロー）
- アダムの星（ジェームス三木の初脚本）
- 時の継承者 ファンタシースターIII（コンシューマーゲーム）
- 怨讐星域シリーズ（梶尾真治）
- GANTZ（奥浩哉）（漫画、映画。侵略側宇宙人が世代宇宙船に乗って地球に来襲）
- とべ!人類（尾瀬あきら）
- ヴォイジャー (映画)
- Elite Dangerous（コンピューターゲーム。登場する世代宇宙船は数百年の時を経て「追い越された」船ということになる）
- 強殖装甲ガイバー（高屋良樹）